# 桜川市立桃山学園
桜川市立桃山学園（さくらがわしりつももやまがくえん）は、茨城県桜川市の旧真壁郡真壁町域にある公立の小中一貫の義務教育学校。
令和6年度をもって、桃山学園義務教育学校は閉校し、桜川市立桜川中学校、桜川市立樺穂小学校、桜川市立谷貝小学校と合併し桜川市立真壁学園義務教育学校となる。

## 概要
- この学校は、2018年に旧真壁町域にあった桃山中学校と真壁・紫尾の2小学校を統合し、桜川市初の小中一貫の義務教育学校として開校した。

## 沿革
- 2018年（平成30年）
  - 4月1日 - 開校。
  - 4月6日 - 開校式挙行。
  - 9月 - 第1回大運動会（第1部）開催。10月に大運動会（第2部）開催。
  - 10月 - 第1回桃山祭を開催。

## 学区
- 真壁町（真壁・古城・山尾・田・伊佐々・飯塚・塙世・亀熊・源法寺・羽鳥・東山田・椎尾・酒寄）[1]

## 周辺
- 住宅

## アクセス
- JR水戸線岩瀬駅から、桜川市バス「ヤマザクラGO」で45分[2]、「桃山学園」バス停下車。
- 桜川市役所真壁庁舎から、約1.6km・車で約3分、徒歩約24分。